# Elecciones locales de Cali de 2015
Las Elecciones locales de Cali de 2015 se llevaron a cabo el 25 de octubre de 2015 en la ciudad de Cali y en ellas se eligieron los siguientes cargos:
- Gobernador de Valle del Cauca
- Alcalde de Cali.
- 21 miembros del Concejo Municipal.
- Ediles de Juntas Administradoras Locales de 22 comunas y 18 corregimientos.

## Alcaldía

### Candidatos

#### Partido de la U
- Angelino Garzón

Comunicador social y exsindicalista. Fue ministro de Trabajo y Seguridad Social entre 2000 y 2002, gobernador del Valle del Cauca entre 2004 y 2007; se desempeñó también como Vicepresidente de Colombia entre 2010 y 2014. Recibió el aval del Partido de la U luego de algunos problemas debido a que inscribió su candidatura fuera de tiempo y tuvo que competir con otros candidatos. Su lema de campaña fue: Primero la gente

#### Partido Liberal
- Roberto Ortiz

Empresario. Fue representante a la Cámara, presidente de la Fundación Plaza de Toros, miembro de la junta directiva de Infivalle. Recibió el aval del Partido Liberal luego después de salir elegido en una votación interna. Su lema de campaña fue: Movámonos para vivir mejor

#### Partido Conservador
- Carlos José Holguín Molina

Abogado. Fue secretario de educación de Cali entre 1995 y 1997. Secretario de Gobierno, Convivencia y Seguridad Ciudadana desde 1998 hasta 2000, y nuevamente desde 2012 hasta 2014. Fue candidato a la Gobernación del Valle del Cauca en 2003 y a la Cámara de Representantes de ese mismo Departamento en 2010. Su lema de campaña fue: Soluciones para Cali

#### Polo Democrático
- Wilson Arias

Se formó como técnico operario en el SENA, es sindicalista y político. Fue concejal de Cali por el Polo Democrático entre 2007 y 2009, cuando renunció para ser candidato a la Cámara de Representantes por el mismo partido durante las Elecciones legislativas de 2010, resultando elegido. Cuenta con el apoyo de los dirigentes del Polo, en especial de los miembros del MOIR. Su lema de campaña fue: Vamos por el derecho a la ciudad

#### Alianza Verde
- Michel Maya

Docente y politólogo. Hizo parte del congreso que formalizó la creación del Partido Verde. En 2010 fue candidato al Senado por el Partido Alianza Verde. En 2011 fue elegido Concejal de Cali por este mismo partido. Su lema de campaña fue: Una oportunidad para las oportunidades

#### Movimiento MAIS
- María Isabel Urrutia

Exdeportista, primera medallista de oro para Colombia en los Juegos Olímpicos. Fue Representante a la Cámara en dos periodos (2002-2006 y 2006-2010). En 2011 fue candidata a la Alcaldía de Cali por el Polo Democrático y terminó en tercer lugar. Para estas elecciones obtuvo el aval del Movimiento Alternativo Indígena y Social (MAIS). Su lema de campaña fue: Alcaldesa por lo justo

#### Movimiento AICO
- María Isabel Larrarte

Administradora de empresas. Recibió su aval de las Autoridades Indígenas de Colombia (AICO). Fue candidata al Concejo de Cali en 2010. Su lema de campaña fue: Razones por Cali

#### Independientes
- Maurice Armitage

Empresario. Consiguió su aval a través de recolección de firmas por el movimiento independiente "Creemos Cali", que fue apoyado por el partido de derecha Centro Democrático. Su lema de campaña fue: Cali, empresa de todos

### Encuestas
| Fecha      | Fuente                         | Angelino Garzón | Roberto Ortíz | Wilson Arias | Maurice Armitage | Carlos Holguín | Michel Maya | María Isabel Urrutia | Blanco / Ns/Nr | Fuente         |
| ---------- | ------------------------------ | --------------- | ------------- | ------------ | ---------------- | -------------- | ----------- | -------------------- | -------------- | -------------- |
| Fecha      | Fuente                         |                 |               |              |                  |                |             |                      |                |                |
| 22/07/2014 | Centro Nacional de Consultoría | 30%             | 4%            | 4%           | -                | 4%             | -           | -                    | 32%            | CM&            |
| 29/10/2014 | Cifras&Conceptos               | 33%             | 9%            | 4%           | -                | 3%             | -           | -                    | 43%            | Revista Semana |
| 03/12/2014 | Gallup                         | 45%             | -             | 5%           | -                | -              | 2%          | -                    | 40%            | El País        |
| 11/12/2014 | Polimétrica                    | 29%             | 7%            | 4%           | -                | 3%             | -           | -                    | 54%            | Caracol Radio  |
| 26/03/2015 | Polimétrica                    | 15%             | 8%            | 5%           | 2%               | 4%             | -           | 6%                   | 41%            | Caracol Radio  |
| 26/03/2015 | Polimétrica                    | -               | 10%           | 6%           | 3%               | 3%             | -           | 5%                   | 49%            | Caracol Radio  |